# Tekstkritiek
Tekstkritiek heeft als doel de oorspronkelijke tekst van oude geschriften te achterhalen. Dit wordt bewerkstelligd door het vergelijken van verschillende edities van een gegeven tekst. Tekstkritiek is een belangrijk onderdeel van de wetenschap der filologie. In de tekstkritiek zijn twee regels belangrijk:
- In latere, elkaar opvolgende tekstedities van een historische tekst zijn steeds woorden toegevoegd (en niet 'per ongeluk' weggelaten, zoals vaak wordt gedacht).
- Dankzij filologisch onderzoek aan een gegeven historische tekst wordt de tekst (wetenschappelijk) nauwkeuriger en vollediger.

Met name Friedrich Schleiermacher, Karl Lachmann en Friedrich August Wolf ontwikkelden in de negentiende eeuw de methoden der tekstkritiek. Vanwege de verfijning van deze methoden voor de uitgave van Oudfranse teksten, door Joseph Bédier, spreekt men ook wel van de methode Bediér - Lachmann.

## Tekstkritische methode
De filoloog maakt een zogenaamde stamboom op van alle beschikbare edities van een historische tekst, en deelt ze in in tekstfamilies. Via de vastgestelde stamboom volgt de filoloog het spoor terug tot de oudste, meest oorspronkelijke tekst, en ontdoet de overgeleverde tekst daarbij van alle waarschijnlijke, latere toevoegingen. 100% zekerheid wat betreft nauwkeurigheid van het uiteindelijke resultaat kan de filoloog nooit claimen. 
Zelfs als er van een tekst een autograaf bestaat, een handschrift van de oorspronkelijke auteur, hetzij dat deze het manuscript destijds eigenhandig heeft geschreven, of dat hij het heeft gedicteerd aan een secretaris en vervolgens zelf heeft gecontroleerd, kunnen andere handschriften/edities toch een filologisch gezien "betere" tekst bevatten.

### Christendom
In de christelijke theologie wordt de methode van tekstkritiek toegepast op de teksten van de Bijbel. Dit is noodzakelijk, omdat de oorspronkelijke handschriften van de boeken van de Bijbel verloren zijn gegaan en men alleen beschikt over kopieën van de oorspronkelijke handschriften. 

### Andere godsdiensten
Bij de Koran, de Veda's in het Hindoeïsme en andere godsdienstige geschriften staat de tekstkritiek nog in de kinderschoenen. Voor onderzoek van bijvoorbeeld oude Koranteksten in het Midden-Oosten wordt meestal geen toestemming verleend door de conservatieve geestelijkheid en overheden in deze landen.